# VirtuaWin
VirtuaWin je svobodný program doplňující operační systém Microsoft Windows o funkci virtuálních ploch. 

## Vlastnosti
Mimo vlastní vytváření ploch a základních funkcí jako přepínaní programů mezi nimi, tvorba klávesových zkratek, atd. umožňuje pomocí tzv. "Windows Rules" nastavit u daných programů (identifikovaných podle názvu procesu, okna či podle třídy) spouštění na dané ploše a další specifikace. Program také podporuje pluginy rozšiřující funkcionalitu. Mezi jeho další klady patří hardwarová nenáročnost .